# Tmpfs

tmpfs는 수많은 유닉스 계열 운영 체제의 임시 파일 스토리지 기능을 일컫는 이름이다. 마운트된 파일 시스템처럼 보이지만 영구적인 기억 장치가 아닌 휘발성 메모리에 저장된다. 가상 디스크 드라이브처럼 보이면서도 디스크 파일 시스템을 호스팅하는 램 디스크와 구조가 비슷하다.

## 구현

### 썬OS/솔라리스
썬OS 4는 tmpfs의 최초 구현체에 상당한 것을 포함하고 있다. 1987년 말, 어떠한 오브젝트라도 메모리 매핑을 할 수 있게 도와주는 새로운 수직 주소 공간 관리와 더불어 썬OS 4.0에 처음 등장하였다.
1994년 11월 공개된 솔라리스 /tmp 디렉터리는 솔라리스 2.1부터 기본적으로 tmpfs 파일 시스템으로 구성되었다. 솔라리스의 df 명령어를 통한 출력은 tmpfs 볼륨에 대응하여 swap이라는 파일 시스템으로 표시한다:
```
# 
df
 
-k

Filesystem  kbytes  used   avail capacity  Mounted on

swap        601592     0  601592     0%    /tmp/test

```

### 리눅스
tmpfs는 리눅스 커널 버전 2.4 이상부터 지원한다.
tmpfs (과거 이름: shmfs)는 시동 중 사용되는 ramfs 코드에 기반을 두며 페이지 캐시를 사용하지만, ramfs와는 달리 덜 사용되는 페이지들을 스왑 공간으로 스왑 아웃 처리를 지원하며, 메모리 부족 상황을 피하기 위해 파일 시스템 크기와 inode 제한을 지원한다. (각각, 기본적으로 물리 RAM의 절반, RAM 페이지 수의 절반) 이러한 옵션들은 마운트 시에 설정되며 파일 시스템을 다시 마운트함으로써 수정할 수 있다:
```
 df -h
 mount -o remount,size=4G /tmp
 df -h
```

다시 마운트하기 전에 (free 명령을 사용하여) 충분한 여유 RAM 공간이 있는지 확인할 필요가 있다. 이를테면 2GB 이상 사용하려고 하면 64비트 리눅스 커널이 필요하다. (uname -a 명령으로 확인 가능)